# L'Evangeli etern
L'Evangeli etern, JW III/8 (en txec Věčné evangelium) és una cantata per a soprano, tenor, cor i orquestra composta per Leoš Janáček inspirada en el poema de Jaroslav Vrchlický sobre el monjo medieval Joaquim de Fiore. Es va estrenar el 5 de febrer de 1917 a la sala Smetana de la Societat Coral Hlahol de Praga, dirigida per Jaroslav Křička i amb Gabriela Horvátová com a solista. La cantata parla d'un àngel que va profetitzar l'arribada d'un regne d'amor.

## Origen i context
Janáček havia estrenat Jenůfa el 1904 a Brno, però l'èxit no va sobrepassar la regió moraviana fins a la producció del maig de 1916 al Teatre Nacional de Praga, amb la que finalment va aconseguir el reconeixement internacional. A partir d'aquest moment, les obres compostes abans pel compositor van ser trets de la foscor per rebre múltiples actuacions. Janáček havia compost aquesta cantata la primavera de 1913 o 1914, que no es va estrenar fins al febrer de 1917, a Praga i després de l'èxit aconseguit amb Jenůfa. El 1924, en ocasió del seu setanta aniversari, Janáček va revisar la cantata per a una actuació festiva.
Joaquim de Fiore, el protagonista del poema de Vrchlický, és cantat per un tenor, mentre que el violí i la soprano caracteritzen l'àngel i el seu Evangeli d'amor. La soprano solista Gabriela Horvátová era la mateixa que havia triomfat en el paper de Kostelnička a l'estrena a Praga de Jenůfa, en aquell moment implicada en una correspondència apassionada amb Janáček. L'Evangeli etern, escrita en quatre moviments, s'acosta a un oratori, tot i que Janáček no s'hi va referir mai com a tal.
El poema de Vrchlicky, inspirat en els escrits de l'abat Joaquim de Fiore del segle XIII, explora temes d'idealisme sobrenatural. Se centra particularment en la representació d'un àngel que sosté l'Evangeli Etern i prediu un Tercer Regne de l'Esperit Sant, un regne de l'amor universal envers totes les criatures, amb Sant Francesc d'Assís com a "gran sacerdot".